# جودی کنراد
جودی کنراد (انگلیسی: Jody Conradt؛ زادهٔ ۱۳ مهٔ ۱۹۴۱) بازیکن بسکتبال، و سرمربی (بسکتبال) اهل ایالات متحده آمریکا است.